# زهراء غندور
زهراء غندور (مواليد 17 يونيو 1991)، ممثلة ومخرجة ومذيعة لبنانية / عراقية، ولدت في بغداد من عائلة من الطبقة المتوسطة لأب لبناني وأم عراقية. غادرت العراق في عام 2003 للعيش في سوريا ثم هاجرت إلى بيروت، لبنان وبعد بضع سنوات عادت إلى العراق.
نظراً لظروف العيش في تلك البلدان الثلاثة فقد تمكنت من إتقان ثلاث لهجات عربية وهي العراقية واللبنانية والسورية بالإضافة إلى اللهجة الفلسطينية.

## مسيرتها
بدأت عملها في الاعلام في السابعة عشر من عمرها، وعندما بلغت 22 عاما حظيت بأول عرض تلفازي لها وهو لمدة 52 دقيقة، وهو فيلم وثائقي أسبوعي يظهر تركيزا على القضايا الاجتماعية في العراق. بدأت عملها ككاتبة ومقدمة برامج، وعملت في إخراج البرنامج بالموسم الثاني. شغلت "غندور" العديد من الوظائف في وسائل الإعلام على شبكة الانترنيت والراديو والتلفاز، حيث لاتزال تقدم برامج على قناة السومرية الفضائية.

## التمثيل
عملت زهراء غندور في مهنة التمثيل إلى جانب عملها كمخرجة أفلام وثائقية، والتي جعلتها واحدة من أبرز الشخصيات في صناعة الأفلام العراقية الناشئة. أدى لقاءها مع محمد الدراجي، وهو مخرج سينمائي عراقي بارز، إلى حصولها على الدور الرئيسي في الفيلم المشهور "الرحلة"، والذي عرض لأول مرة في مهرجان TIFF عام 2017 ومثل العراق بالقائمة الطويلة لترشحيات جوائز الأوسكار في فئة الأفلام الأجنبية. وبعد أن استغرق عملها في الفيلم حوالي ثلاث سنوات، لفت أدائها دور سارة الانتحارية الكثير من الاهتمام وحصلت على إشادة واسعة من النقاد بالإضافة إلى العديد من الجوائز. وتم إصدار الفيلم في فرنسا تحت عنوان «محطة بغداد» في 20 فبراير 2019.
تم استدعاؤها بعد ذلك من قبل المخرج العراقي السويسري سمير لتمثل الدور الرئيسي في فيلمه "بغداد في خيالي"، الذي سيصدر في عام 2019.
بالإضافة إلى ذلك، تعمل زهراء على عدد من المشاريع التمثيلية للتلفزيون، بما في ذلك مسلسل «بغداد المركزية» الذي عرض على القناة الرابعة البريطانية.

## الجوائز والترشيحات
- رشحت لجائزة Muhr Feature Award لأفضل ممثلة في مهرجان دبي السينمائي الدولي 2017.
- فازت بجائزة أفضل ممثلة في مهرجان مسقط السينمائي الدولي عام 2018.
- رشحت لجائزة أفضل ممثلة من قبل مركز السينما العربية عام 2018.
- فازت بجائزة أفضل ممثلة في مهرجان الفيلم الآسيوي السنوي الرابع.
- فازت بجائزة أفضل ممثلة في مهرجان السينما العربية في باريس عام 2018 الذي ينظمها معهد العالم العربي.[11]
- حازت على جائزة أفضل ممثلة في مهرجان مالمو للسينما العربية.[12]

## فيلموغرافيا
| السنة | العنوان        | الدور | الملاحظات                                                                    |
| ----- | -------------- | ----- | ---------------------------------------------------------------------------- |
| 2021  | ميسي بغداد     | سلوى  | من إخراج المخرج العراقي البلجيكي سهيم عمر خليفة [الإنجليزية]، سيعرض في 2022. |
| 2019  | بغداد في خيالي | أمل   | من إخراج المخرج العراقي السويسري سمير جمال الدين، عرض في 2021.               |
| 2017  | الرحلة         | سارة  | فيلم درامي عراقي من إخراج محمد الدراجي                                       |

## روابط خارجية
- زهراء غندور على موقع IMDb (الإنجليزية)
- زهراء غندور على موقع قاعدة بيانات الأفلام العربية
- زهراء غندور على موقع ألو سيني (الفرنسية)
- زهراء غندور على موقع أول موفي (الإنجليزية)
- زهراء غندور على موقع قاعدة بيانات الفيلم (الإنجليزية)
- زهراء غندور على موقع ليتربوكسد (الإنجليزية)
- زهراء غندور على موقع كينوبويسك (الروسية)